# Kino Užhorod

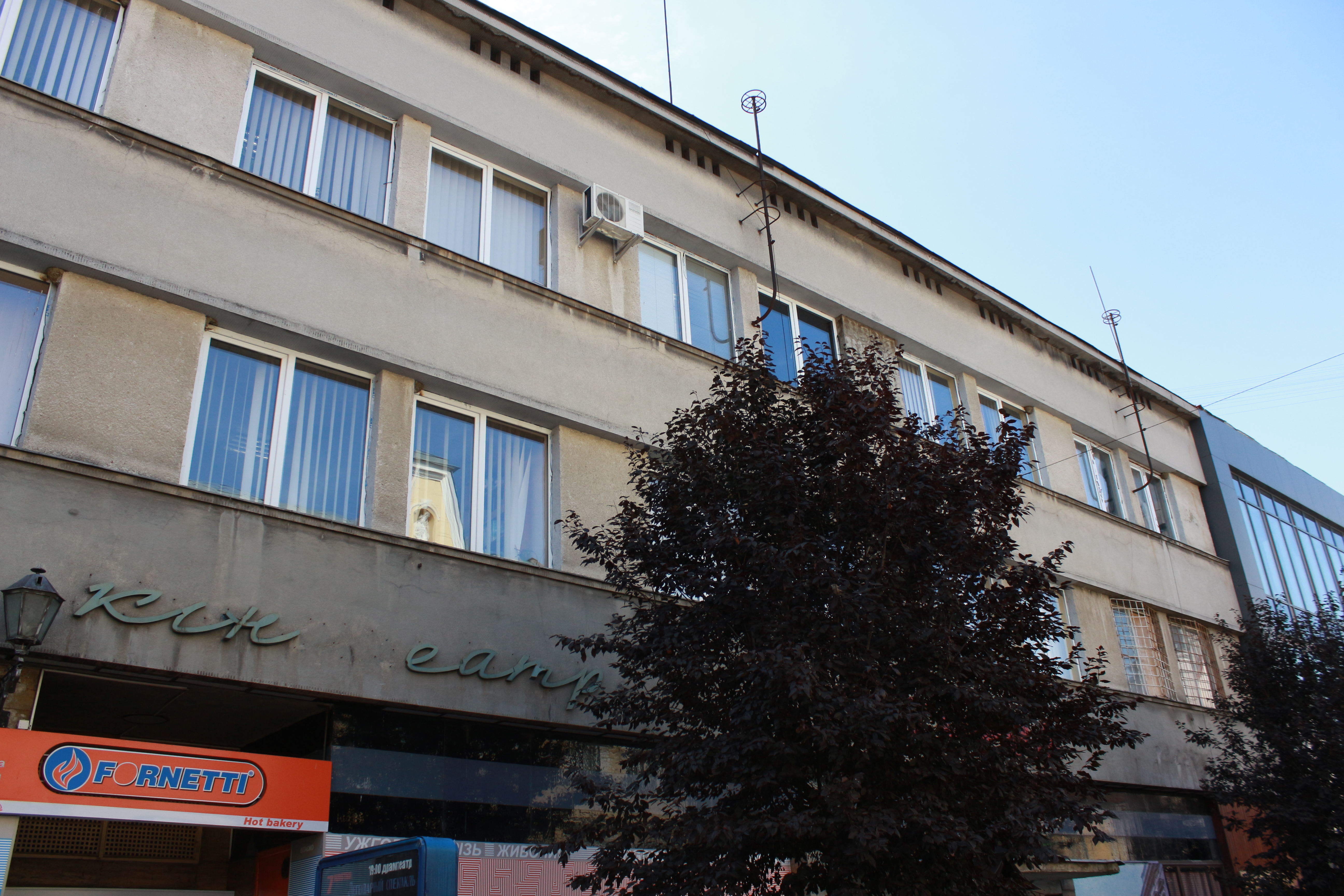
Fasáda budovy.

Kino Užhorod (ukrajinsky Кінотеатр Ужгород) se nacházelo v centru západoukrajinského města Užhorodu, na adrese Vološyna 22. Funkcionalistická budova kina byla první svého druhu ve městě. Byla postavena v meziválečném období, kdy byla Podkarpatská Rus součástí První československé republiky. Architektem budovy byl Ludowig Oeslchläger.

## Historie
Ludowig Oeslchläger navrhl budovu prvního kina pro hlavní město tehdejší Země podkarpatskoruské nedlouho poté, co se vrátil ze svého působení v Mukačevu. Na začátku 30. let tamní městský úřad vypsal veřejnou soutěž na stavbu kina. Oeslchläger v ní zvítězil a jeho projekt byl zrealizován; stavební práce byly zahájeny roku 1931 a skončily o rok později. Realizovaly jej společnosti vlastněné podnikateli Hugo Kabosem a Zoltánem Arató.
Budova kina byla navržena tak, aby tvořila jeden celek spolu s obchodním domem Baťa a městskou knihovnou. Fasáda vznikla v duchu tehejšího funkcionalismu; tvořila jí pásová okna, nenacházely se zde žádné ornamenty. Přízemí doplňovaly rozsáhlé výlohy pro řadu obchodů, která se zde mohla nacházet.
V kině byly filmy promítány vždy trojjazyčně; s titulky v češtině, maďarštině a rusínštině. V roce 1934 zde byl promítán první film z SSSR, Čapajev. Po obsazení Podkarpatské Rusi Maďarskem zde byly promítány filmy výhradně maďarské.
Kino sloužilo až do druhé světové války. Po připojení Podkarpatské Rusi k SSSR neslo název Kino Moskva. Kino bylo postupně modernizováno a v závěru 80. let 20. století zde pracovalo okolo čtyřiceti lidí. Modernizace kina proběhla v roce 1988.[zdroj?] V 90. letech byl název kina změněn opět na Kino Užhorod. Na začátku 21. století kino zaniklo.
V roce 2012 bylo zprivatizováno a o tři roky později zde začal ukrajinský soukrový vlastník provádět stavební práce. V roce 2017 bylo ve svém vnitřku vybouráno.